# Paulinenkrankenhaus (Berlin)
Das Paulinenkrankenhaus ist eine Spezialklinik in freigemeinnütziger Trägerschaft mit einer Fachabteilung für Innere Medizin im Berliner Ortsteil Westend (Bezirk Charlottenburg-Wilmersdorf).
Zum 1. Januar 2023 wurden die Sana Kliniken AG mit 51 % Mehranteilseigner.

## Geschichte

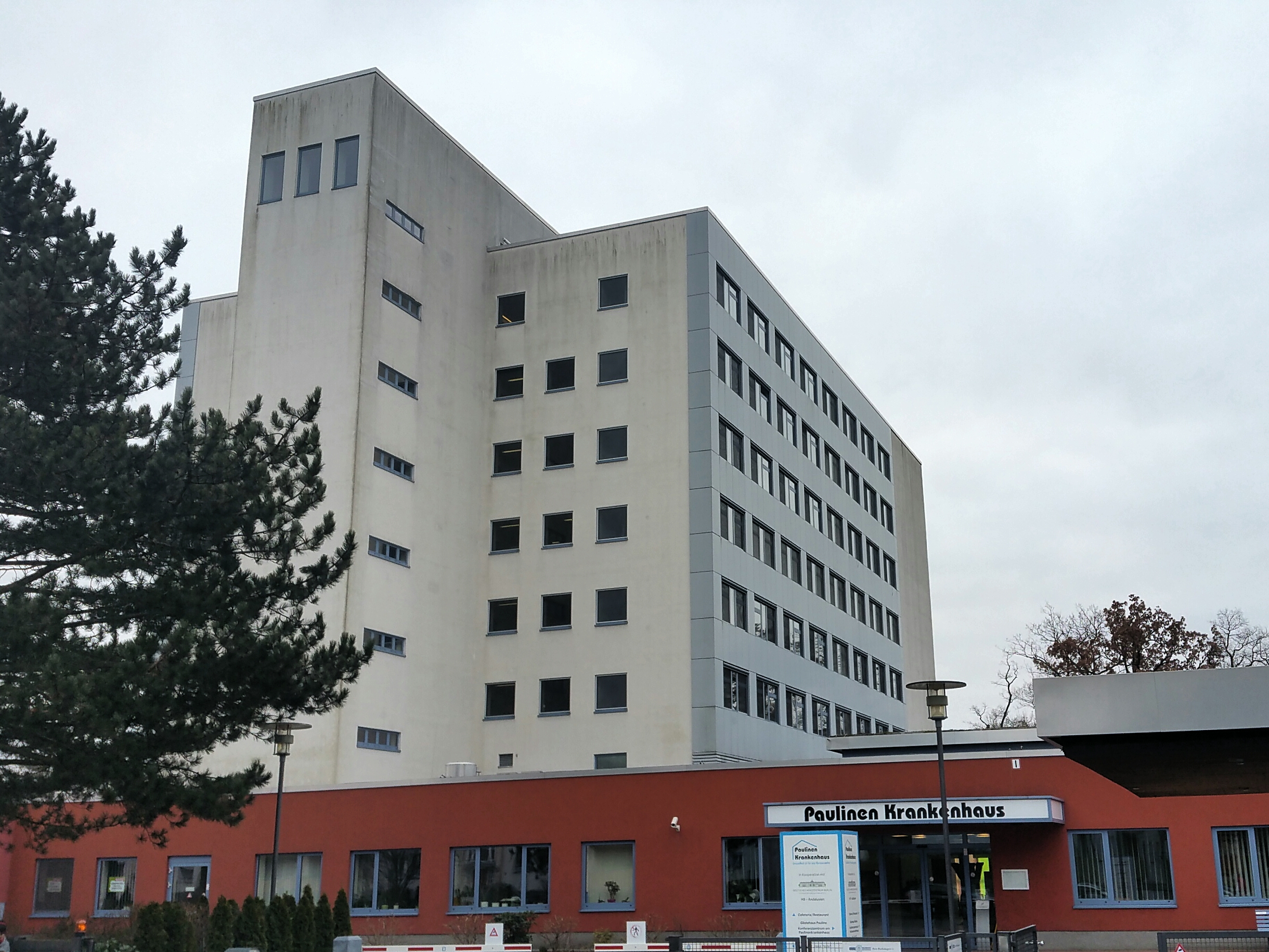
Paulinenkrankenhaus Dickensweg

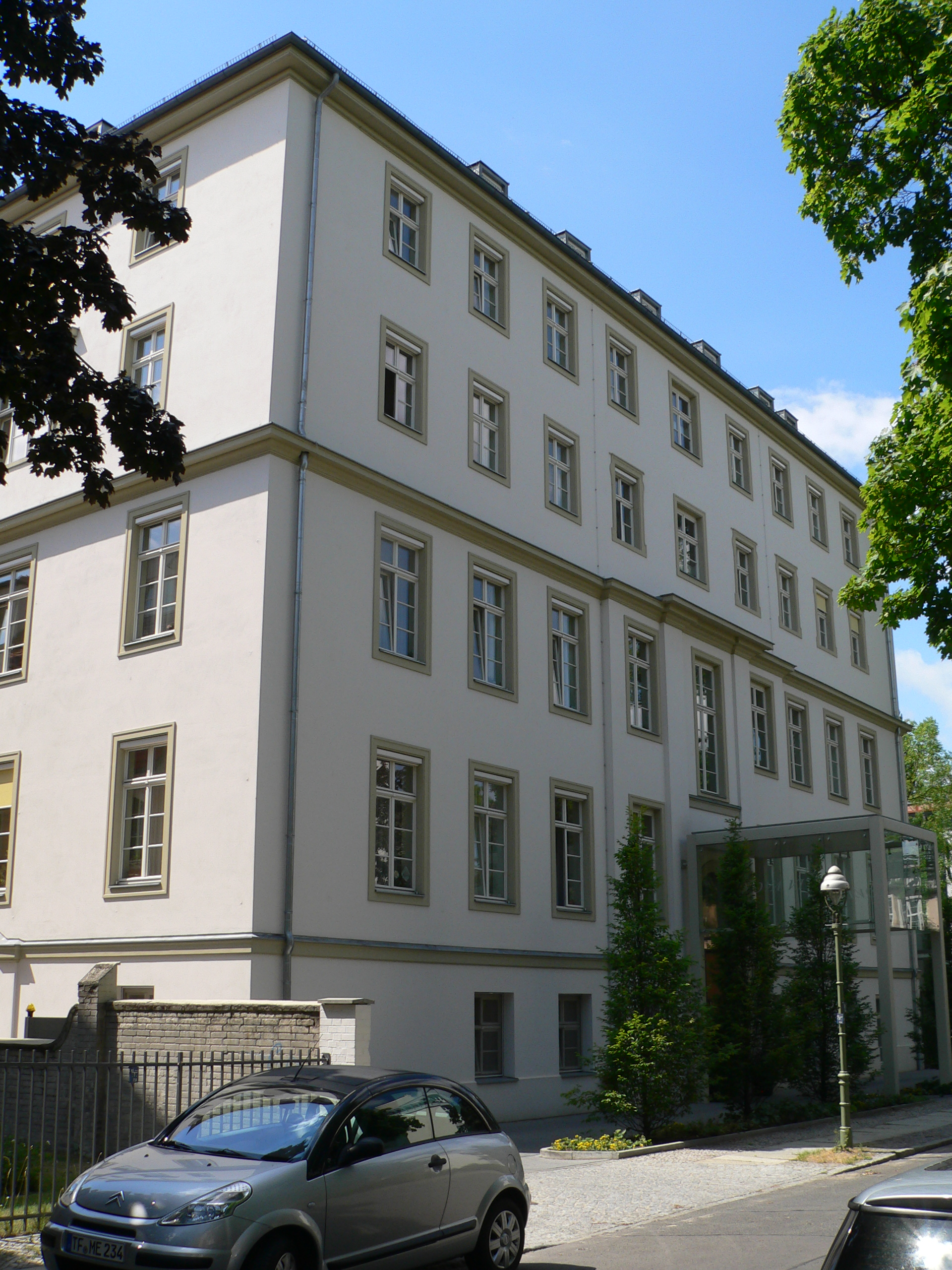
Paulinenkrankenhaus Rüsternallee

Das Paulinenkrankenhaus wurde von 1911 bis 1913 von Rudolf Walter (1864–1941) und Heinrich Jennen (1872–1920) erbaut und am 24. Januar 1913 als Paulinenhaus Krankenanstalt in der Eschenallee 28–30 offiziell eröffnet. Träger war der 1903 gegründete Verein Paulinenhaus für Kranken- und Kinderpflege e. V. Der Schwerpunkt lag zunächst auf der Pflege armer, bedürftiger Kinder. Als Namenspatin wurde Fürstin Pauline zur Lippe ausgewählt, die für ihr soziales Engagement bekannt war und 1802 die erste Kinderbewahranstalt in Deutschland gegründet hatte.
Mit Ausbruch des Ersten Weltkriegs im August 1914 wurde das Paulinenkrankenhaus in ein unter Heeresverwaltung stehendes Lazarett umgewandelt. Das Lazarett bestand bis Kriegsende im November 1918, wenngleich Teile des Paulinenkrankenhauses schon ab April 1917 wieder für den zivilen Krankenhausbetrieb genutzt wurden.
Im Juni 1916 begann eine bis 1982 dauernde Kooperation mit den Berliner Siemens-Firmen. Für die bevorzugte Behandlung ihrer Mitarbeiter und deren Familienangehörigen beteiligte sich Siemens an der Modernisierung des Krankenhauses. Ab dann fungierte das Paulinenkrankenhaus als Westender Kiezkrankenhaus.
Angesichts eines hohen Sanierungsbedarfs und begrenzter Ausbaumöglichkeiten des alten Paulinenkrankenhauses erwarb der Trägerverein 1995 das nach dem Abzug der Alliierten frei werdende British Military Hospital am Olympiastadion. Am 27. September 2002 wurde das neue Paulinenkrankenhaus mit einem Festakt am neuen Standort Dickensweg 25–39 offiziell eröffnet.
Mit dem Umzug wurden die bisherige Innere und die Chirurgische Abteilung eingestellt. Seither konzentriert sich das Krankenhaus ausschließlich auf die herzchirurgische Weiterbehandlung in Kooperation mit dem Deutschen Herzzentrum (seit 1995) und der Charité (2005).

## Gegenwart
Das Paulinenkrankenhaus betreut Patienten nach Eingriffen am Herzen oder an der Hauptschlagader sowie vor und nach Herz- und Lungentransplantationen und nach der Implantation von Herzunterstützungssystemen („Kunstherzen“) – von der postoperativen Phase bis zur Entlassung in die stationäre oder ambulante Rehabilitation oder nach Hause. Das Krankenhaus ist Kooperationspartner des Deutschen Herzzentrums Berlin und der Charité.
Das Paulinenkrankenhaus, in der Berliner Umgangssprache kurz „Pauline“ genannt, verfügt über 148 Betten, die zum Versorgungsangebot der Berliner Plankrankenhäuser zählen. Davon entfallen 127 Betten auf fünf Normalpflegestationen mit einer Monitorüberwachung von Herzrhythmus, Blutdruck und Sauerstoffsättigung an jedem Patientenbett. Die Intensivstation mit hoch spezialisierter, apparativer Ausstattung umfasst 21 Betten, die alle mit der Möglichkeit einer invasiven Beatmung ausgestattet sind. Darüber hinaus werden seit 2007 ein Ärzte- und Gästehaus sowie seit 2010 ein Konferenzzentrum betrieben.
Am 9. November 2022 gaben die Sana Kliniken AG bekannt, 51 % der Anteile an der Paulinenkrankenhaus gGmbH, sowie 100 % der Anteile an der Paulinen Service Gesellschaft mbH von der Paulinenhaus Krankenanstalt e. V. erworben zu haben. Der Vollzug erfolgte zum 1. Januar 2023.
Das Qualitätsmanagement des Paulinenkrankenhauses ist zertifiziert nach ISO 9001.

### Besondere Therapieverfahren oder Schwerpunkte
- Behandlung nach herzchirurgischen Eingriffen
- Versorgung transplantierter Patienten und von Patienten in der Wartezeit zur Herz- und Lungentransplantation
- Behandlung von Patienten nach Implantation von mechanischen Kreislaufunterstützungssystemen
- Hämodialyse
- 21 Betten Intensivpflege mit Beatmung, invasiver Kreislaufüberwachung Schrittmacherimplantationen, Schrittmacheraggregatwechsel und Schrittmacherkontrollen
- Zwei herzchirurgische Operationsräume in unmittelbarer Nähe zur Intensivstation für (Notfall-)Eingriffe bei Patienten nach Herzoperationen, betrieben durch das DHZB
- Funktionsdiagnostik: Röntgen und Hochleistungs-Computertomographie
- Sonographie, Endoskopie, Echokardiographie, Ultraschall, Lungenfunktion, EKG, Physiotherapie

### Ausbildung
Der ärztliche Leiter hat die Weiterbildungsermächtigung zur Facharztausbildung Innere Medizin für die Dauer von 36 Monaten gemäß Weiterbildungsordnung der Ärztekammer Berlin. Die Weiterbildung umfasst die Basisweiterbildung im Fach Medizin, die unmittelbare Patientenversorgung und die Facharztweiterbildung Innere Medizin mit Schwerpunkt Intensivmedizin mit jeweils zwölf Monaten.
Der leitende Oberarzt der Intensivstation hat die volle Weiterbildungsermächtigung für die Zusatzbezeichnung Innere Intensivmedizin. Diese Weiterbildung schließt an die Ausbildung zum Facharzt für Innere Medizin an.
Seit 1989 kooperiert das Paulinenkrankenhaus mit der Wannsee-Schule e. V., die Gesundheits- und Krankenpfleger, Ergo- und  Physiotherapeuten und seit 2016  Krankenpflegehelfer mit staatlicher Anerkennung ausbildet.
Seit 2011 gibt es den europaweit einzigartigen Masterstudiengang Psychologie mit der Vertiefung „klinische Psychologie und deren Anwendung in der Krankenversorgung“ in gemeinsamer Trägerschaft vom Deutschen Herzzentrum Berlin (DHZB) und der privaten, staatlich anerkannten Steinbeis-Hochschule Berlin. Direktor des Steinbeis-Transfer-Instituts Medical Psychology ist Wolfgang Albert. Das Paulinenkrankenhaus ist als Kooperationspartner an der Ausbildung dieser Studenten beteiligt.